# Georges-Frédéric Burguy
Georges-Frédéric Burguy (* 1823; † 1866) war ein französischer Romanist und Mediävist, der in Berlin wirkte.

## Leben
Burguy war Französischlehrer an der Marineschule in Berlin. Er publizierte eine der ersten Grammatiken des Altfranzösischen:
- Grammaire de la langue d'Oil ou Grammaire des dialectes français aux XIIe et XIIIe siècles. Suivie d'un Glossaire contenant tous les mots de l'ancienne langue qui se trouvent dans l'ouvrage,  Leipzig 1853 (410 Seiten), München 2011; Berlin/Paris 1856; 2. Auflage, 3 Bde., Berlin/Paris 1869–1870, 1882; Genf 1977

Der Grammatik geht eine kurze Geschichte der französischen Philologie voraus. Als Quellen für die Grammatik nennt Burguy die grammatischen Werke von Gustave Fallot (1939) und August Fuchs (1840). Er ist sich seiner Überlegenheit über die erste Grammatik des Altfranzösischen durch Konrad von Orelli (1830) bewusst. 

## Weitere Werke
- (Hrsg. mit Ludwig Herrig) La France littéraire. Morceaux choisis de littérature française ancienne et moderne,  recueillis et annotés, Braunschweig 1856, 1858, 1860; 49. Auflage, 1908
- Sammlung französischer Redensarten, Idiotismen und Sprüchwörter mit beigefügtem deutschen Texte, nach Karl Philipp Bonafont [1778–1848], Berlin 1859